# 핀란드 언어투쟁
핀란드 언어투쟁(스웨덴어: Finska språkstriden, 핀란드어: Suomen kielitaistelu)은 19세기 중반 핀란드의 주요 분쟁이었다. 당시 핀란드에서는 스웨덴어와 핀란드어 모두 일반적으로 사용되었는데, 이는 핀란드에 정착한 스웨덴인과 관련되어 서로 다른 언어를 사용하는 사람들 사이 계급 긴장을 불러일으켰다. 핀란드 언어투쟁은 1923년 핀란드어가 스웨덴어와 동등한 공용어 지위를 얻으면서 공식적으로 종료된 것으로 간주된다.

## 배경
핀란드는 한때 스웨덴의 영토였다. 스웨덴 왕국의 행정 및 교육 언어는 스웨덴어였으며, 따라서 핀란드의 행정 및 고등 교육에서 가장 많이 사용되는 언어는 스웨덴어였다. 핀란드에서 고등 교육을 받기 위해서는 스웨덴어를 배워야 했으며, 핀란드 유산층은 핀란드어를 "농노들이나 사용하는 언어"로 간주하였다. 스웨덴 농민들이 핀란드 해안 지역으로 이주하여 정착한 것도 화자 수가 늘어난만큼 스웨덴어의 위상을 높였다. 미카엘 아그리콜라는 1500년대에 Abckiria를 시작으로 핀란드어로 저술을 시작하였고, 1734년 민법전의 핀란드어 번역본(Ruotzin waldacunnan laki)이 1759년에 출판되었지만, 이러한 핀란드어 출판물은 행정상의 공식 언어가 스웨덴어였기 때문에 법적 출판물로서의 공식적인 지위를 얻지 못했다.
핀란드 전쟁 결과, 스웨덴은 1809년 핀란드를 러시아에 할양하였다. 핀란드는 러시아 제국 내에서 자치권을 얻은 핀란드 대공국이 되었다. 러시아 통치 하에서 스웨덴의 핀란드 지배 시대의 법률은 크게 변경되지 않았으며 핀란드의 행정 언어로는 스웨덴어가 계속 사용되었다.
언어 분쟁은 19세기 후반에 더욱 심해졌다. 핀란드의 교육 수준을 높이고자 하였던 스웨덴어 화자 요한 빌헬름 스넬만은 러시아어나 핀란드어를 사용하던 교육 수준이 높은 계층 다수의 언어 전환에 대해 우려하였고, 그로 인해 1850년대 분쟁의 주요 주도자가 되었다. 그는 1860년에 사크리스 토펠리우스에게 다음과 같이 썼다. "제 관점은 이렇습니다: 러시아어와 핀란드어 중 무엇이 이길지는 오직 신만이 압니다. 저는 감히 아무것도 희망하지 않습니다. 그러나 스웨덴어가 패배하리라는 것은 확실히 압니다". 엘리아스 뢴로트는 최초의 핀란드어-스웨덴어 사전(Finsk-Svenskt lexikon )을 1880년에 완성해냈다.

## 민족주의와 언어 문제

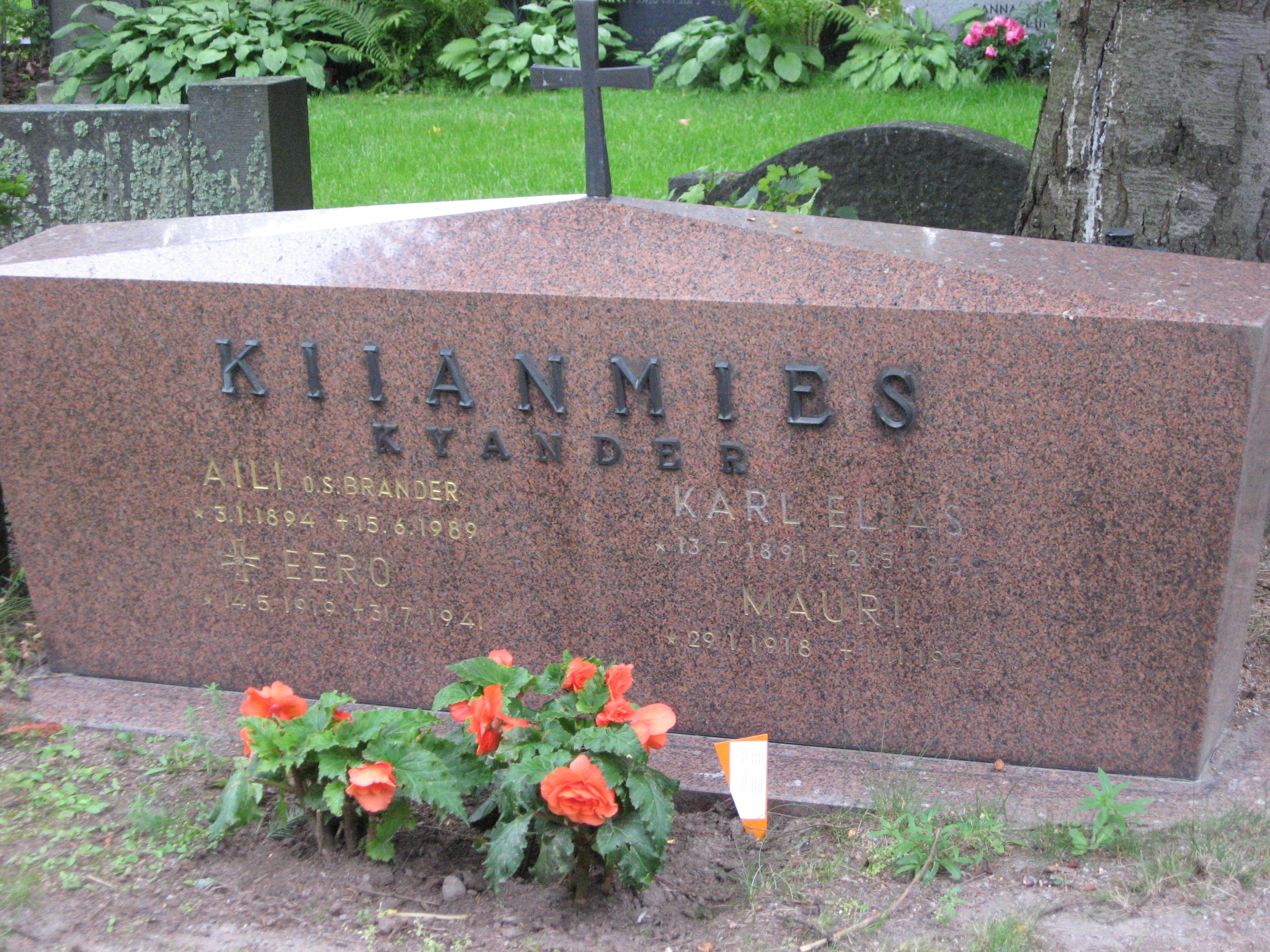
스웨덴어식 성 'Kyander'와 핀화된 성 'Kiianmies'를 보여주는 탐페레의 무덤

19세기 페노마니아 운동과 핀란드 민족주의가 부상하면서 핀란드 사회에서 핀란드어가 다시 우세한 언어가 되었다. 19세기 중반 이후 스웨덴어를 사용하는 핀란드 상류층이 의도적으로 핀란드 문화와 언어를 촉진하기 시작하였고, 이는 핀란드 민족주의에 크게 기여했다. 페노마니아 운동에 동참한 스웨덴어 사용 핀란드인들은 자기 성씨를 핀란드어화 하였으며, 핀란드어를 공부하였고, 가정과 공공 장소 모두에서  핀란드어를 사용하였다. 그러나 스웨덴어를 사용하는 또 다른 집단인 스베코마니아(Svecomania)는 스웨덴어의 공용어 지위를 지키고자 하였고, 페노마니아 운동과 개혁에 반대하였다.
1863년 알렉산드르 2세(AsK 26/1863)는 핀란드어가 스웨덴어와 동등한 지위에 놓인 공용어라고 판결하였다. 그 후 핀란드어는 법률 및 국가 기관에서 공식적으로 사용될 수 있었다. 한 세대만에 핀란드어 사용은 핀란드 정부와 사회에서 우세해졌다.
니콜라이 2세는 핀란드의 러시아화를 통해 공식 언어를 러시아어로 변경하려고 시도하였지만, 핀란드인은 1905년 총파업을 이끌어내 러시아화를 중단해냈다.

## 독립 후

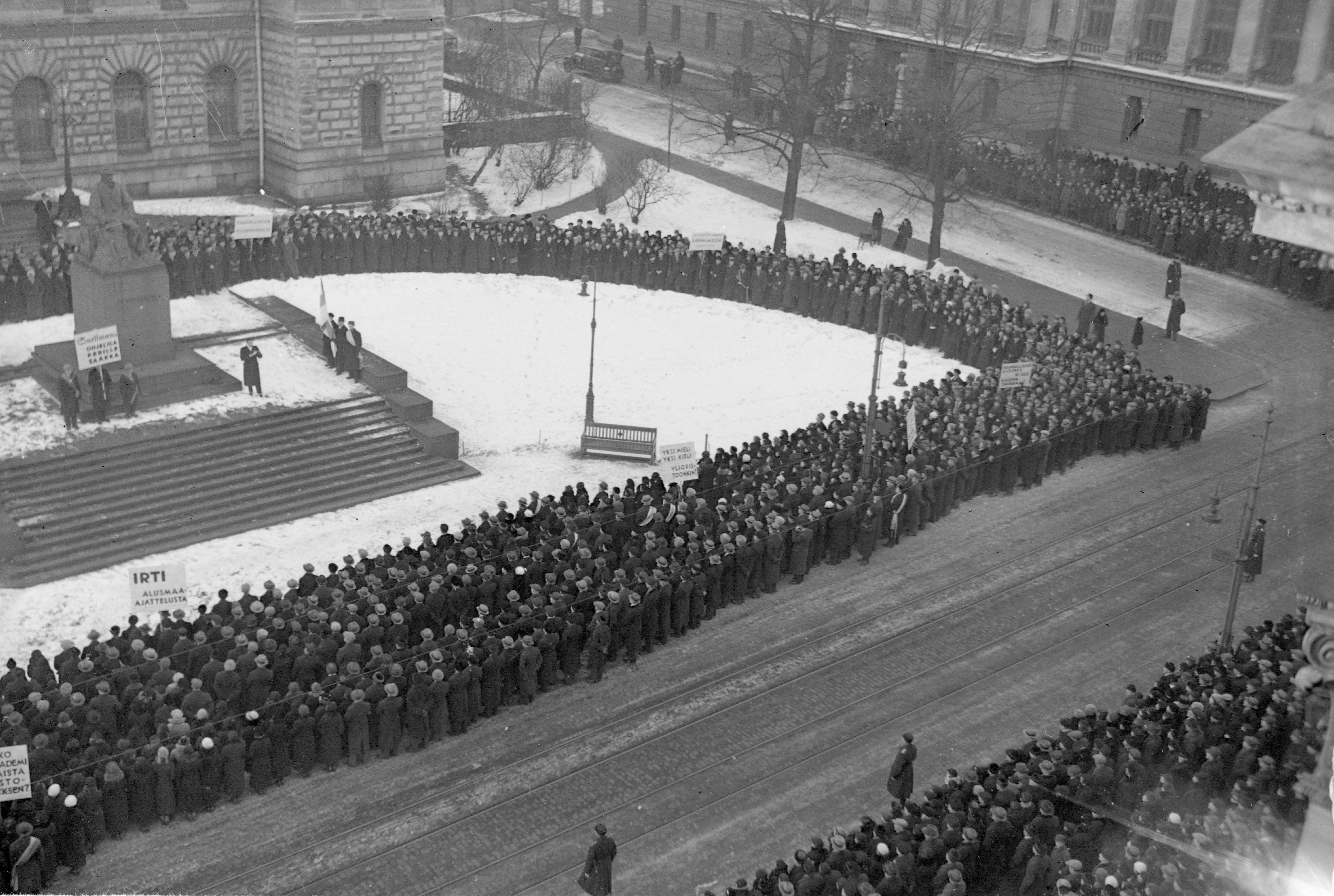
1935년 헬싱키에 위치한 대학의 스넬만 동상 앞에서 열린 핀란드어의 지위에 대한 시위.

1917년 핀란드가 독립한 후 핀란드-스웨덴간 관계는 핀란드 내전 및 올란드 분쟁으로 인해 긴장 상태가 되었다. 이로 인해 언어 분쟁은 악화되었고, 1920년대와 1930년대 핀란드 국내 정치의 주요 특징은 스웨덴어와 핀란드어에 대한 논쟁이었다.
1919년 핀란드 헌법은 핀란드어와 스웨덴어를 공용어로서 동등한 지위를 부여하였다. 그 후 언어투쟁의 중심은 대학 등 고등교육에서 스웨덴어의 역할, 특히 강의에서 스웨덴어를 사용하는 교수의 수와 관련되었다. 전간기 헬싱키 대학교는 핀란드어의 발전을 원하는 사람들과 스웨덴어 지위를 유지하려는 사람들 사이 갈등의 중심이었다. 지리학자 배이뇌 탄네르는 가장 강경하였던 스웨덴어 옹호자 중 한명이었다. 핀란드 스웨덴인당은 1934년 10월 핀란드 의회와 정부에 스웨덴어 옹호자 153,914명이 서명한 탄원서를 제출하였다. 덴마크, 스웨덴, 노르웨이, 아이슬란드의 학자들이 핀란드 외교관들에게 '대학에서 스웨덴어의 비중이 감소하면 북유럽 통합이 약화될 것'이라고 경고하는 서한을 보냈으며, 이는 핀란드 대학에서 일어나는 언어투쟁에 대한 국제적 반응을 불러일으켰다.
핀란드 정부는 1923년 1월 1일 핀란드어와 스웨덴어의 지위가 동등하다는 언어 법령을 발표했다.
소련과의 겨울 전쟁 이후, 42만명 이상의 카리알라 난민이 핀란드로 재정착하였다. 핀란드의 스웨덴어 화자들은 핀란드어를 사용하는 난민들이 핀란드의 언어 균형을 무너뜨릴 것을 두려워하였다. 20세기 후반부터 학교에서 스웨덴어 의무교육 정책을 지속해야 하는지에 대한 논의가 이어져왔다.

## 같이 보기
- 언어 부흥
- 언어 정책